# 丹比郎女
丹比 郎女（たじひ の いらつめ、生年不詳 - 天応元年（781年）？）は、奈良時代の女性。大伴旅人の妻で、大伴家持の母。
家持の妹留女之女郎が丹比（多治比）家に居住していたと見られることから、家持の生母と推定されている。大伴旅人と大宰府で親交のあった多治比縣守の娘と考える説がある。